# Vår gröna dröm
Vår gröna dröm är en svensk dokumentärfilm som har biopremiär i Sverige den 25 augusti 2025. Filmen är regisserad av Mikael Wiström.

## Rollista (i urval)
- Thorbjörn Ställborn – sig själv
- Susanne Ställborn – som sig själv
- Nikolina Ställborn – som sig själv
- Emma Ställborn – som sig själv